# Символ Гильберта
Символ Гильберта, или символ норменного вычета, — функция двух аргументов из {\displaystyle K^{\times }\times K^{\times }} в группу корней {\displaystyle n}-й степени из единицы в локальном поле {\displaystyle K} (например в поле действительных чисел или в поле p-адических чисел. Он связан с законами взаимности, и может быть определён через символ Артина локальной теории полей классов. Символ Гильберта был введён в его Zahlbericht, с небольшим отличием, что он определял его скорее для элементов глобальных полей, чем для более крупных локальных полей.
Символ Гильберта обобщается на высшие локальные поля.

## Квадратичный символ Гильберта
Пусть {\displaystyle K} — локальное поле, а {\displaystyle K^{\times }} — его мультипликативная группа ненулевых элементов. Квадратичный символ Гильберта над {\displaystyle K} — это функция {\displaystyle (a,b)} из {\displaystyle K^{\times }\times K^{\times }} в {\displaystyle \{-1;1\}}, определённая как
{\displaystyle (a,b)={\begin{cases}1,&{\mbox{ если }}z^{2}=ax^{2}+by^{2}{\mbox{ имеет ненулевое решение }}(x,y,z)\in K^{3};\\-1,&{\mbox{ в противном случае.}}\end{cases}}}

### Свойства
Следующие три свойства прямо следуют из определения с помощью выбора подходящего решения для диофантова уравнения, указанного в определении, и выполняются для любого локального поля {\displaystyle K}:
- {\displaystyle (a^{2},b)=1} для любых {\displaystyle a,b}.
- {\displaystyle (a,b)=(b,a)} для любых {\displaystyle a,b}.
- Для любого {\displaystyle a\in K^{\times }}, такого что {\displaystyle a-1\in K^{\times }}, верно, что {\displaystyle (a,1-a)=1}

Бимультипликативность, то есть
{\displaystyle (a,b_{1}b_{2})=(a,b_{1})\cdot (a,b_{2})}
для любых {\displaystyle a,b_{1},b_{2}\in K^{\times }}. Это свойство является более трудным для доказательства и требует разработки локальной теории полей классов.
Третье свойство показывает, что символ Гильберта является примером символа Штейнберга и, таким образом, factors над второй K-группе Милнора {\displaystyle K_{2}^{M}(K)}, которая определяется как
{\displaystyle K^{\times }\otimes K^{\times }/(a\otimes (1-a),a\in K\setminus \{0;1\})}
По первому свойству он even factors над {\displaystyle K_{2}^{M}(K)/2}. Это первый шаг в направлении к гипотезе Милнора.

### Интерпретация как алгебры
Символ Гильберта может быть также использован для обозначения центральной простой алгебры над {\displaystyle K} с базисом {\displaystyle 1,i,j,k} и правилами умножения {\displaystyle i^{2}=a}, {\displaystyle j^{2}=b}, {\displaystyle ij=-ji=k}.

### Символы Гильберта над рациональными числами
Для точки (англ. place) {\displaystyle v} из поля рациональных чисел и рациональных чисел {\displaystyle a,b} обозначим {\displaystyle (a,b)_{v}} символ Гильберта в соответствующем пополнении {\displaystyle \mathbb {Q} _{v}}. Как обычно, если {\displaystyle v} это показатель, связанный с простым числом {\displaystyle p}, то соответствующее пополнение является полем {\displaystyle p}-адических чисел, а если {\displaystyle v} является бесконечной точкой, то пополнение является полем действительных чисел.
В поле действительных чисел, {\displaystyle (a,b)_{\infty }=+1} тогда и только тогда, когда {\displaystyle a>0} или {\displaystyle b>0}, и {\displaystyle (a,b)_{\infty }=-1}, если оба {\displaystyle a,b<0}.
Над {\displaystyle p}-адическими числами с нечётным {\displaystyle p} положим {\displaystyle a=p^{\alpha }u} и {\displaystyle b=p^{\beta }v}, где {\displaystyle u,v} — целые числа, взаимно простые с {\displaystyle p}, тогда мы получим
{\displaystyle (a,b)_{p}=(-1)^{\alpha \beta \epsilon (p)}\left({\frac {u}{p}}\right)^{\beta }\left({\frac {v}{p}}\right)^{\alpha }}, где {\displaystyle \epsilon (p)=(p-1)/2}
а {\displaystyle \left({\frac {u}{p}}\right),\left({\frac {v}{p}}\right)} — символы Лежандра.
Над {\displaystyle 2}-адическими числами положим {\displaystyle a=2^{\alpha }u} и {\displaystyle b=2^{\beta }v}, где {\displaystyle u,v} — нечётные числа, тогда мы получим
{\displaystyle (a,b)_{2}=(-1)^{\epsilon (u)\epsilon (v)+\alpha \omega (v)+\beta \omega (u)}}, where {\displaystyle \omega (x)=(x^{2}-1)/8.}
Известно, что если {\displaystyle v} пробегает все точки (англ. place), {\displaystyle (a,b)_{v}=1} для почти всех точек. Следовательно, следующая формула с бесконечным произведением
{\displaystyle \prod _{v}(a,b)_{v}=1}
имеет смысл. Эта формула эквивалентна квадратичному закону взаимности.

### Радикал Капланского
Символ Гильберта на поле {\displaystyle F} определяется как отображение
{\displaystyle (\cdot ,\cdot ):F^{\times }/(F^{\times })^{2}\times F^{\times }/(F^{\times })^{2}\rightarrow \mathop {Br} (F)}
где {\displaystyle \mathop {Br} (F)} — группа Брауэра поля {\displaystyle F}. Ядро этого отображения — множество всех элементов {\displaystyle a} таких, что {\displaystyle (a,b)=1} для всех {\displaystyle b} — это радикал Капланского поля {\displaystyle F}.
Радикал является подгруппой {\displaystyle F^{\times }/(F^{\times })^{2}}, отождествляемой с подгруппой of {\displaystyle F^{\times }}. Радикал содержит группу, равную {\displaystyle F^{\times }} если и только если {\displaystyle F} не является формально вещественным и имеет u-инвариант не более 2. С другой стороны, поле с радикалом {\displaystyle (F^{\times })^{2}} называется полем Гильберта.

## Символ Гильберта в общем случае
Если {\displaystyle K} локальное поле, содержащее группу корней {\displaystyle n}-й степени из единицы {\displaystyle U_{n}} для некоторого {\displaystyle n}, взаимно простого с характеристикой {\displaystyle K}, то символ Гильберта — это функция из {\displaystyle K^{\times }\times K^{\times }} в {\displaystyle U_{n}}. Его можно выразить через символ Артина как
{\displaystyle (a,b){\sqrt[{n}]{b}}=(a,K({\sqrt[{n}]{b}})/K){\sqrt[{n}]{b}}}

### Свойства
Символ Гильберта мультипликативен по обеим аргументам (билинеен):
{\displaystyle (ab,c)=(a,c)(b,c)}
{\displaystyle (a,bc)=(a,b)(a,c)}
кососимметричен:
{\displaystyle (a,b)=(b,a)^{-1}}
невырожден:
{\displaystyle (a,b)=1} для всех {\displaystyle b} тогда и только тогда, когда {\displaystyle a\in (K^{\times })^{n}}
Он замечает норму (поэтому и называется символ норменного вычета):
{\displaystyle (a,b)=1} тогда и только тогда, когда {\displaystyle a} — норма элемента из {\displaystyle K({\sqrt[{n}]{b}})}
Он обладает свойствами символа Штейнберга:
{\displaystyle (a,1-a)=1;(a,-a)=1.}

### Закон взаимности Гильберта
Закон взаимности Гильберта утверждает, что если {\displaystyle a,b} лежат в поле алгебраических чисел, которое содержит корни {\displaystyle n}-й степени из единицы, то
{\displaystyle \prod _{p}(a,b)_{p}=1}
где {\displaystyle p} пробегает конечные и бесконечные простые числового поля, а {\displaystyle (a,b)_{p}} — это символ Гильберта в пополнении по {\displaystyle p}. Закон взаимности Гильберта следует из закона взаимности Артина и определения символа Гильберта через символ Артина.

### Символ степенного вычета
Если {\displaystyle K} — числовое поле, содержащее корни {\displaystyle n}-й степени из единицы, {\displaystyle p} — простой идеал, не делящий {\displaystyle n}, {\displaystyle \pi } — простой элемент локального поля от {\displaystyle p}, а {\displaystyle a} взаимно просто с {\displaystyle p}, то символ степенного вычета {\displaystyle {\binom {a}{p}}}, связанный с символом Гильберта соотношением
{\displaystyle {\binom {a}{p}}=(\pi ,a)_{p}}
Символ степенного вычета расширяется до дробных идеалов по мультипликативности и определяется для элементов поля чисел, полагая
{\displaystyle {\binom {a}{b}}={\binom {a}{(b)}}}, где {\displaystyle (b)} — главный идеал, порождённый {\displaystyle b}.
Закон взаимности Гильберта влечёт следующий закон взаимности для символа степенного вычета: для взаимно простых {\displaystyle a,b} друг к другу и к {\displaystyle n}:
{\displaystyle {\binom {a}{b}}={\binom {b}{a}}\prod _{p|n,\infty }(a,b)_{p}}